# Earl Kim
Earl Kim (6 janvier 1920, Dinuba – 19 novembre 1998, Cambridge) est un compositeur et pédagogue américain.

## Biographie
Fils de parents coréens immigrés, il étudie à partir de 1941 la composition et la théorie musicale auprès de Arnold Schönberg à l'université de Californie à Los Angeles. Il poursuit sa formation à l'université de Californie à Berkeley auprès de Ernest Bloch et Roger Sessions, et obtient son diplôme en 1952. De cette date jusqu'en 1967, il enseigne à l'université de Princeton, et de 1971 à 1990 à l'université Harvard. En parallèle, il travaille en tant que compositeur en résidence artistique dans plusieurs centres musicaux et universités. On compte parmi ses élèves Peter Maxwell Davies, Harrison Birtwistle et Bernard Rands.
Il est reconnu pour ses œuvres vocales, d'après les textes d'écrivains réputés comme Charles Baudelaire, Arthur Rimbaud, Rainer Maria Rilke et Anne Sexton, et pour ses œuvres pour la scène d'après Samuel Beckett. De ses œuvres instrumentales, la plus connue est son concerto pour violon, qu'il compose en 1979 et qui est dédié à Itzhak Perlman.

## Œuvres
- The Road, cycle de lieder pour baryton et piano
- Sonata pour violon et piano
- Sonata pour violoncelle et piano
- Two Bagatelles pour piano (1948–1950)
- Four Bagatelles pour piano (1950)
- Movement, quatuor à cordes (1952)
- Four Letters pour baryton et piano (1954) (texte: Frank Horne)
- Letters Found Near a Suicide pour soprano ou baryton et piano (1954) (texte: Frank Horne)
- Dialogues pour piano et orchestre (1959)
- Exercises en route, œuvre scénique pour soprano, instruments, acteur, danseurs et film (1961–1970) (d'après Samuel Beckett)
- Narratives pour récitante, acteur, instruments, télévision et lumière (1973–1978) (texte: Samuel Beckett)
- Violin Concerto (1979)
- Caprices pour violon (1980)
- Now and Then pour soprano, flûte, viole et harpe (1981)
- Where Grief Slumbers pour soprano, harpe et orchestre à cordes (1989) (textes : Guillaume Apollinaire, Arthur Rimbaud)
- Footfalls, opéra en un acte (1983) (texte: Samuel Beckett)
- Cornet: A Tale of Love and Death pour récitant et orchestre (1983) (texte: Rainer Maria Rilke)
- Scenes From Childhood [August 1945] pour quintette à vent (1984)
- Scenes From a Movie pour soprano, baryton, violon, violoncelle et piano (1986–1988) (texte: Rainer Maria Rilke)
  - The 7th Dream (1986)
  - The 11th Dream (1988)
- Three Poems in French pour soprano et quatuor à cordes (1989) (texte: Paul Verlaine, Charles Baudelaire)
- Four Lines from Mallarmé pour voix, flûte, vibraphone et quatre percussionnistes (1989)
- Some Thoughts on Keats and Coleridge pour chœur (1990)
- Scenes from a Movie pour baryton, chœur, harpe et orchestre à cordes (1991) (texte: Rainer Maria Rilke)
  - The 26th Dream (1991)
- Dear Linda pour voix de femme, flûte, violoncelle, marimba, piano et percussions (1992) (texte: Anne Sexton)
- The White Hour pour orchestre de chambre (1998)

## Sources
- (de) Cet article est partiellement ou en totalité issu de l’article de Wikipédia en allemand intitulé « Earl Kim » (voir la liste des auteurs).